# سبيز (سويسرا)
سبيز (بالفرنسية: Spiez)‏ هي بلدة وبلدية تقع في سويسرا في مقاطعة فروتيجين-نيديرسيمينتال. يقدر عدد سكانها بـ 12,417 نسمة.

## المدن التوأمة
مدينة براخاتيتسه هي مدينة توأمة لـسبيز (سويسرا).

## معرض صور

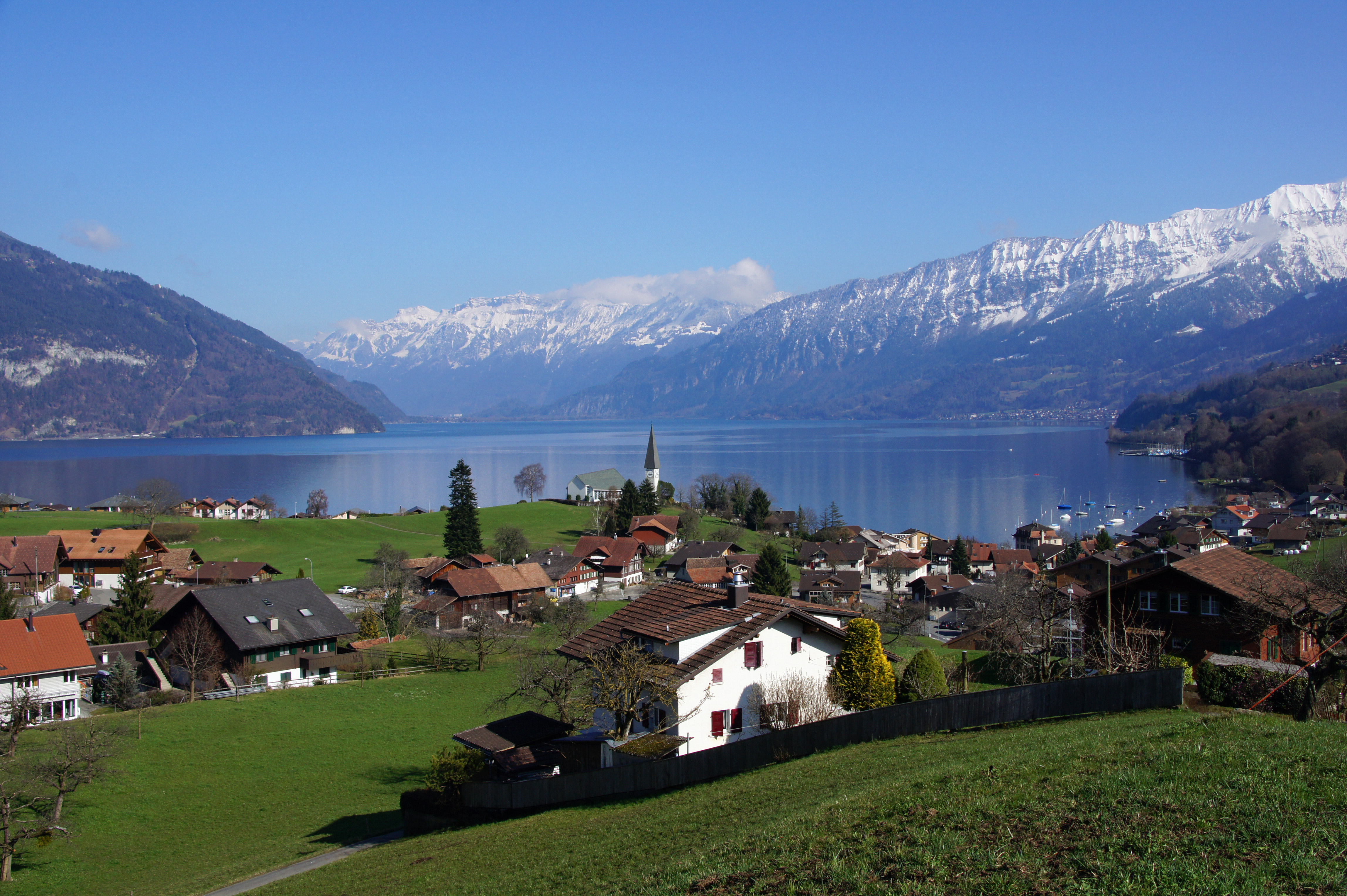
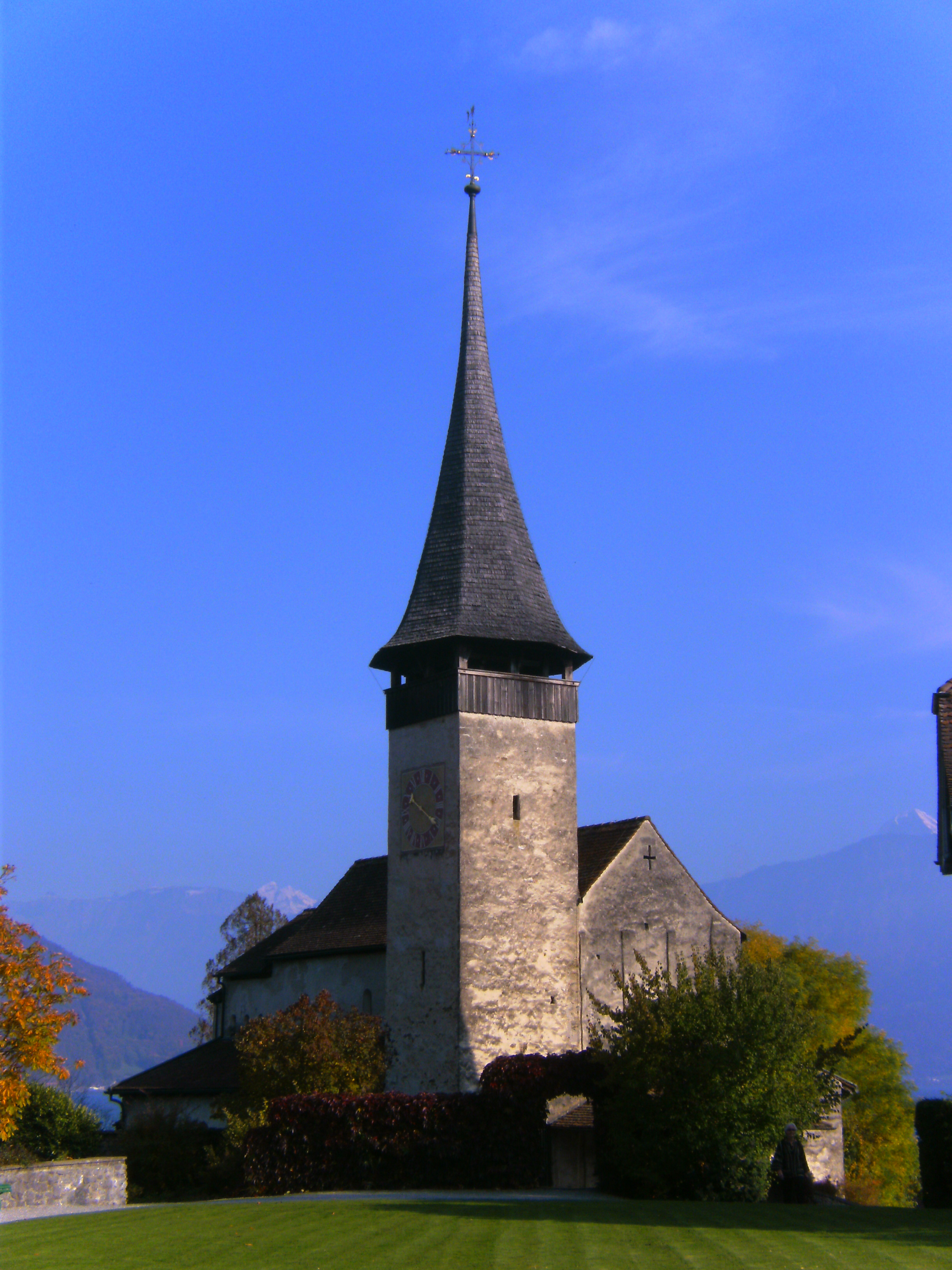
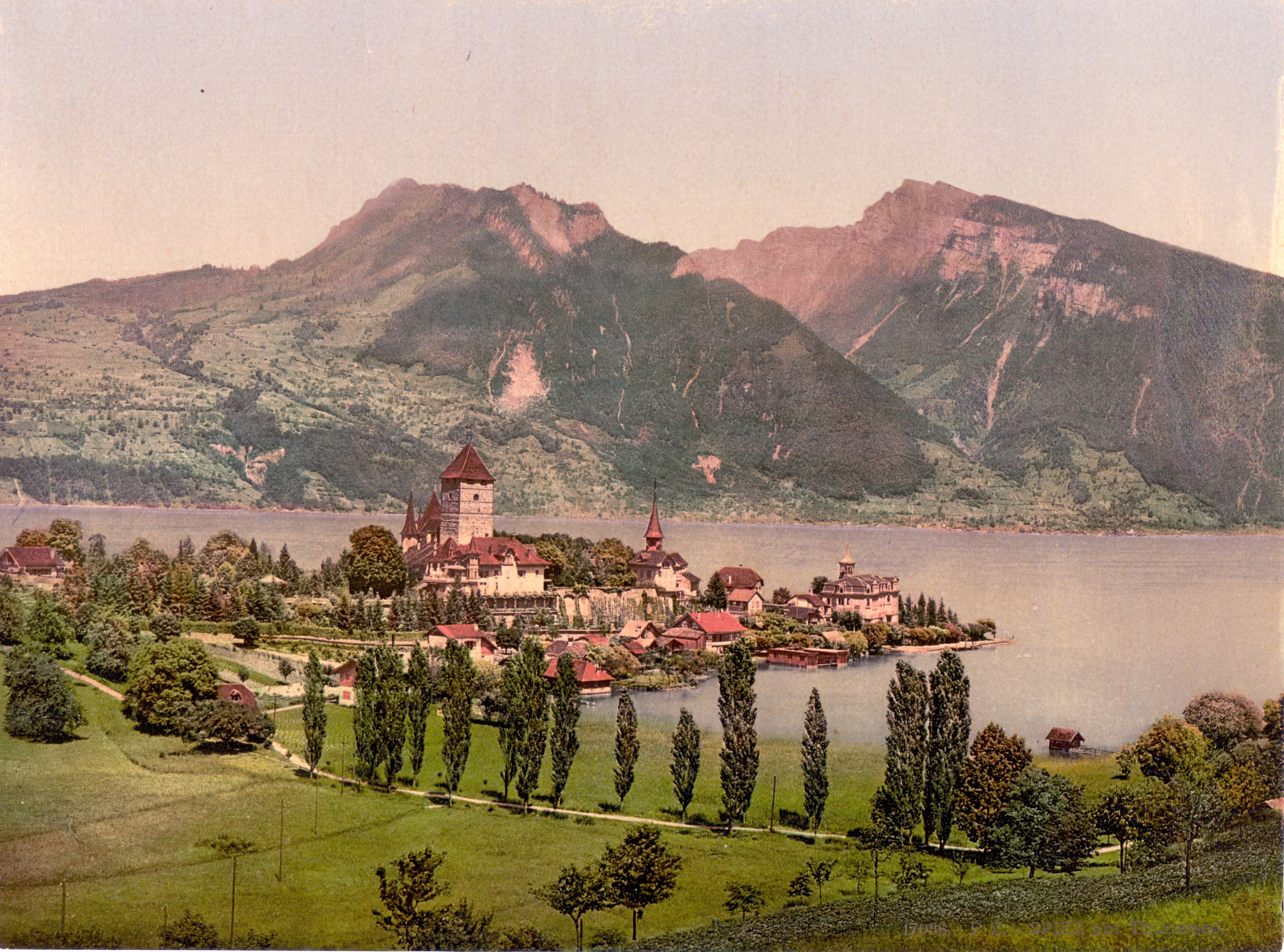
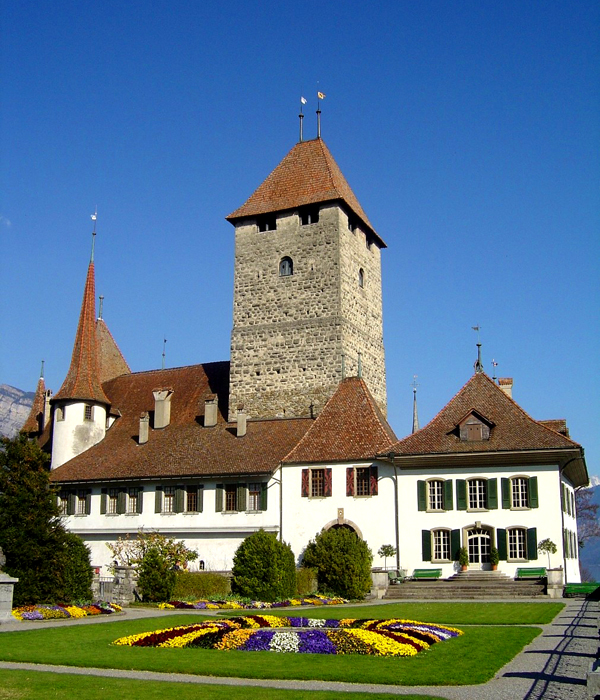